# كتاندوفا
كتاندوفا هي مدينة، وبلدية في البرازيل، تتبع ساو باولو، بلغ عدد سكانها 105٬847  نسمة، في 2000، تبلغ مساحتها 290٫6 كيلومتر مربع.

## الموقع
تشترك في الحدود مع:
- Novais, São Paulo [الإنجليزية]‏
- Palmares Paulista [الإنجليزية]‏
- إتاجوبي
- Catiguá [الإنجليزية]‏.

## أعلام
- والتر مورايس
- ويسلي لوبيز بيلترام
- ماركينيوس سيبريانو
- ألان باتريك
- نينو سانتوس